# Vlajka Mali

Malijská vlajka
Poměr stran: 2:3

Vlajka Mali byla přijata 1. března 1961. Strany mají poměr 2:3, vlajka je tvořena třemi svislými pruhy v barvách zelené, žluto-oranžové a červené.
Barvy mají panafrický význam (zelená symbolizuje přírodu a lesy, žlutá slunce, červená odhodlání a boj za nezávislost). Předchozí verze vlajky v prostředním pruhu zobrazovala stylizovanou postavu (kanaga) s rukama vztyčenýma vzhůru, ale protože 90 % obyvatel Mali jsou muslimové a islám zakazuje ve výtvarném umění zobrazovat osoby, byla v nejnovější verzi postava odstraněna.

Vertikální zavěšení Malijské vlajky

## Historie

Vlajka Francouzského Súdánu (1958–1959) Poměr stran: 2:3
Malijská vlajka (1959–1961) Poměr stran: 2:3
Vlajka Unie afrických států (1961–1962) Poměr stran: 2:3
Vlajka regionu Azavad